# عينوناوات
العينوناوات (الاسم العلمي: Globularioideae) هي أسرة من النباتات تتبع فصيلة الحملية من الرتبة الشفويات.

## أجناس
- العينون